# P300
P300 är en låtlista sammanställd av Sveriges Radio P3 och presenterad i sin helhet 19 september 2024. Låtlistan innefattar världens 300 bästa låtar från P3:s start 1964 fram till 2024, enligt en särskilt inbjuden jury. Listan sammanställdes genom att P3 bjöd in svenska artister, musikproducenter, konsertbokare, musikjournalister, P3:s profiler och musikexperter och några särskilt inbjudna P3-lyssnare för att lista de låtar som de ansåg ha gjort störst avtryck.
Juryn nominerade 2600 låtar som sedan skalades ner till 300 låtar varpå varje person i juryn fick rösta på de 15–30 låtar som hade gjort störst avtryck på dem. Låtarna tilldelades sedan poäng utifrån hur den röstande rankade dem för att på så vis få fram en topplista. Listan presenterades successivt under tre veckors tid i P3 tillsammans med djupdykningar kring utvalda placeringar. Listettan, "Dancing on My Own" med Robyn presenterades 19 september 2024.
I juryn, som bestod av 160 personer, fanns bland andra Jan Gradvall, Janne Schaffer, Eah Jé, Tina Mehrafzoon och Lisa Milberg.

## Listan
| Placering | Artist                               | Låttitel                                   |
| --------- | ------------------------------------ | ------------------------------------------ |
| 1         | Robyn                                | Dancing on My Own                          |
| 2         | Prince                               | Purple Rain                                |
| 3         | Joni Mitchell                        | Both Sides Now                             |
| 4         | The Beach Boys                       | God Only Knows                             |
| 5         | Donna Summer                         | I Feel Love                                |
| 6         | Madonna                              | Like a Prayer                              |
| 7         | Abba                                 | Dancing Queen                              |
| 8         | Curtis Mayfield                      | Move On Up                                 |
| 9         | The Knife                            | Silent Shout                               |
| 10        | Kate Bush                            | Running Up That Hill (A Deal With God)     |
| 11        | Queen                                | Bohemian Rhapsody                          |
| 12        | David Bowie                          | Life on Mars?                              |
| 13        | Marvin Gaye                          | Whatʹs Going On                            |
| 14        | Dolly Parton                         | Jolene                                     |
| 15        | Sinéad O'Connor                      | Nothing Compares 2 U                       |
| 16        | Kanye West, Pusha T                  | Runaway                                    |
| 17        | Daft Punk                            | One More Time                              |
| 18        | Simon & Garfunkel                    | Bridge over Troubled Water                 |
| 19        | Amy Winehouse                        | Back to Black                              |
| 20        | Fleetwood Mac                        | Dreams                                     |
| 21        | David Bowie                          | "Heroes"                                   |
| 22        | New Order                            | Blue Monday                                |
| 23        | Michael Jackson                      | Billie Jean                                |
| 24        | M.I.A.                               | Paper Planes                               |
| 25        | The Smiths                           | There Is a Light That Never Goes Out       |
| 26        | John Lennon                          | Imagine                                    |
| 27        | The Notorious B.I.G.                 | Juicy                                      |
| 28        | Kate Bush                            | Wuthering Heights                          |
| 29        | Aretha Franklin                      | I Say a Little Prayer                      |
| 30        | Bob Dylan                            | Like a Rolling Stone                       |
| 31        | Lana Del Rey                         | Video Games                                |
| 32        | Bob Marley & The Wailers             | Could You Be Loved                         |
| 33        | Depeche Mode                         | Enjoy the Silence                          |
| 34        | Fleetwood Mac                        | Everywhere                                 |
| 35        | Whitney Houston                      | I Will Always Love You                     |
| 36        | Nirvana                              | Smells Like Teen Spirit                    |
| 37        | Talking Heads                        | This Must Be the Place (Naive Melody)      |
| 38        | Prince                               | When Doves Cry                             |
| 39        | Joy Division                         | Love Will Tear Us Apart                    |
| 40        | Fugees                               | Killing Me Softly with His Song            |
| 41        | The Knife                            | Heartbeats                                 |
| 42        | Dolly Parton                         | I Will Always Love You                     |
| 43        | Madonna                              | Frozen                                     |
| 44        | Alphaville                           | Forever Young                              |
| 45        | Abba                                 | The Winner Takes It All                    |
| 46        | Avicii                               | Levels                                     |
| 47        | Eagles                               | Hotel California                           |
| 48        | Britney Spears                       | Toxic                                      |
| 49        | Sam Cooke                            | A Change Is Gonna Come                     |
| 50        | Carole King                          | You've Got a Friend                        |
| 51        | Kent                                 | 747                                        |
| 52        | The Clash                            | London Calling                             |
| 53        | Bruce Springsteen                    | I'm on Fire                                |
| 54        | George Michael                       | Careless Whisper                           |
| 55        | Frank Ocean                          | Thinkin Bout You                           |
| 56        | Aphex Twin                           | Windowlicker                               |
| 57        | Aretha Franklin                      | (You Make Me Feel Like) A Natural Woman    |
| 58        | Elvis Presley                        | Suspicious Minds                           |
| 59        | Massive Attack                       | Unfinished Sympathy                        |
| 60        | Björk                                | Hyper-Ballad                               |
| 61        | Rage Against the Machine             | Killing in the Name                        |
| 62        | The Beatles                          | A Day in the Life                          |
| 63        | Tracy Chapman                        | Fast Car                                   |
| 64        | Beyoncé                              | Halo                                       |
| 65        | Drake, Majid Jordan                  | Hold On, We're Going Home                  |
| 66        | The Rolling Stones                   | Sympathy for the Devil                     |
| 67        | Mazzy Star                           | Fade Into You                              |
| 68        | Phil Collins                         | In the Air Tonight                         |
| 69        | Burial                               | Archangel                                  |
| 70        | Whitney Houston                      | I Wanna Dance with Somebody (Who Loves Me) |
| 71        | Otis Redding                         | (Sittin' On) The Dock of the Bay           |
| 72        | Earth, Wind & Fire                   | September                                  |
| 73        | The Cure                             | Just Like Heaven                           |
| 74        | Joni Mitchell                        | A Case of You                              |
| 75        | Oasis                                | Live Forever                               |
| 76        | Missy Elliott                        | Get Ur Freak On                            |
| 77        | The Weeknd                           | Save Your Tears                            |
| 78        | Chris Isaak                          | Wicked Game                                |
| 79        | Broder Daniel                        | Shoreline                                  |
| 80        | Michael Jackson                      | Thriller                                   |
| 81        | Nina Simone                          | I Wish I Knew How It Would Feel to Be Free |
| 82        | Neil Young                           | Heart of Gold                              |
| 83        | Outkast                              | Hey Ya!                                    |
| 84        | Beyoncé & Jay-Z                      | Crazy In Love                              |
| 85        | Radiohead                            | Creep                                      |
| 86        | Gnarls Barkley                       | Crazy                                      |
| 87        | Aretha Franklin                      | Respect                                    |
| 88        | Antony & The Johnsons                | Hope Thereʹs Someone                       |
| 89        | Refused                              | New Noise                                  |
| 90        | Jimi Hendrix                         | All Along the Watchtower                   |
| 91        | Veronica Maggio                      | Satan i gatan                              |
| 92        | Sade                                 | By Your Side                               |
| 93        | Stardust                             | Music Sounds Better with You               |
| 94        | Frank Ocean                          | Self Control                               |
| 95        | Fleetwood Mac                        | The Chain                                  |
| 96        | Massive Attack & Elizabeth Fraser    | Teardrop                                   |
| 97        | Kendrick Lamar                       | Alright                                    |
| 98        | Pet Shop Boys                        | It's a Sin                                 |
| 99        | Nirvana                              | Lithium                                    |
| 100       | Stevie Wonder                        | Superstition                               |
| 101       | Chic                                 | Good Times                                 |
| 102       | The Beatles                          | Something                                  |
| 103       | Elton John                           | Tiny Dancer                                |
| 104       | The Cure                             | Friday I'm in Love                         |
| 105       | Bon Iver                             | Holocene                                   |
| 106       | The Jackson 5                        | I Want You Back                            |
| 107       | Lauryn Hill                          | Ex-Factor                                  |
| 108       | Gloria Gaynor                        | I Will Survive                             |
| 109       | Kleerup, Robyn                       | With Every Heartbeat                       |
| 110       | Procol Harum                         | A Whiter Shade of Pale                     |
| 111       | The Mamas & The Papas                | California Dreamin'                        |
| 112       | Diana Ross                           | Upside Down                                |
| 113       | Eminem                               | Lose Yourself                              |
| 114       | Nick Cave & The Bad Seeds            | Into My Arms                               |
| 115       | Dire Straits                         | Sultans of Swing                           |
| 116       | The Smiths                           | This Charming Man                          |
| 117       | Bruce Springsteen                    | Born to Run                                |
| 118       | The Prodigy                          | Out of Space                               |
| 119       | Womack & Womack                      | Teardrops                                  |
| 120       | Billie Eilish                        | Happier Than Ever                          |
| 121       | Television                           | Marquee Moon                               |
| 122       | Bob Marley & The Wailers             | Waiting in Vain                            |
| 123       | Talking Heads                        | Once in a Lifetime                         |
| 124       | The Beatles                          | Strawberry Fields Forever                  |
| 125       | Roy Davis Jr, Peven Everett          | Gabriel (Live Garage Version)              |
| 126       | Kendrick Lamar                       | Sing About Me, I'm Dying of Thirst         |
| 127       | Hannes & Waterbaby                   | Stockholmsvy                               |
| 128       | Roxette                              | It Must Have Been Love                     |
| 129       | Abba                                 | Lay All Your Love on Me                    |
| 130       | Glen Campbell                        | Wichita Lineman                            |
| 131       | The Stooges                          | I Wanna Be Your Dog                        |
| 132       | Minnie Riperton                      | Les Fleurs                                 |
| 133       | Nina Simone                          | Baltimore                                  |
| 134       | Madonna                              | Hung Up                                    |
| 135       | Journey                              | Don't Stop Believin'                       |
| 136       | Jeff Buckley                         | Hallelujah                                 |
| 137       | Patti Smith                          | Because the Night                          |
| 138       | Metallica                            | Nothing Else Matters                       |
| 139       | The White Stripes                    | Seven Nation Army                          |
| 140       | a-ha                                 | Take On Me                                 |
| 141       | Crosby, Stills & Nash                | Helplessly Hoping                          |
| 142       | Sebastien Tellier                    | La Ritournelle                             |
| 143       | Bee Gees                             | How Deep Is Your Love                      |
| 144       | Solange                              | Losing You                                 |
| 145       | Fugees                               | Ready Or Not                               |
| 146       | Håkan Hellström                      | Valborg                                    |
| 147       | TLC                                  | Waterfalls                                 |
| 148       | The Undertones                       | Teenage Kicks                              |
| 149       | Pink Floyd                           | Wish You Were Here                         |
| 150       | Marvin Gaye, Tammi Terrell           | Ain't No Mountain High Enough              |
| 151       | Dionne Warwick                       | Walk on By                                 |
| 152       | Lil Wayne                            | A Milli                                    |
| 153       | The Beatles                          | Let It Be                                  |
| 154       | Frank Sinatra                        | My Way                                     |
| 155       | Joe Smooth                           | Promised Land                              |
| 156       | Eurythmics                           | Sweet Dreams (Are Made of This)            |
| 157       | Curtis Mayfield & The Impressions    | People Get Ready                           |
| 158       | Adele                                | Someone Like You                           |
| 159       | Lou Reed                             | Perfect Day                                |
| 160       | Bobby Womack                         | Across 110th Street                        |
| 161       | The Roots, Erykah Badu               | You Got Me                                 |
| 162       | Tina Turner                          | The Best                                   |
| 163       | David Bowie                          | Space Oddity                               |
| 164       | Björk                                | Venus as a Boy                             |
| 165       | The Rolling Stones                   | Gimme Shelter                              |
| 166       | Jimi Hendrix                         | Purple Haze                                |
| 167       | The Verve                            | Bitter Sweet Symphony                      |
| 168       | Outkast                              | Ms. Jackson                                |
| 169       | Nico                                 | These Days                                 |
| 170       | Primal Scream                        | Loaded                                     |
| 171       | George Michael                       | Freedom! '90                               |
| 172       | Chic                                 | Le Freak                                   |
| 173       | The Kinks                            | Waterloo Sunset                            |
| 174       | Lana Del Rey                         | Ride                                       |
| 175       | Ol' Dirty Bastard                    | Shimmy Shimmy Ya                           |
| 176       | Leonard Cohen                        | Suzanne                                    |
| 177       | Taylor Swift                         | All Too Well (Taylor's Version)            |
| 178       | Pearl Jam                            | Alive                                      |
| 179       | Mobb Deep                            | Shook Ones, Pt. II                         |
| 180       | Michael Jackson                      | Don't Stop 'Til You Get Enough             |
| 181       | The Xx                               | Intro                                      |
| 182       | Kjell Höglund                        | Genesarets sjö                             |
| 183       | Kent                                 | Musik Non Stop                             |
| 184       | Motörhead                            | Ace of Spades                              |
| 185       | Adele                                | Easy on Me                                 |
| 186       | KSMB                                 | Sex Noll Två                               |
| 187       | The Waterboys                        | The Whole of the Moon                      |
| 188       | Gorillaz                             | Feel Good Inc.                             |
| 189       | Pink Floyd                           | Shine On You Crazy Diamond Pts. 1-5        |
| 190       | The Runaways                         | Cherry Bomb                                |
| 191       | Radiohead                            | No Surprises                               |
| 192       | Althea & Donna                       | Uptown Top Ranking                         |
| 193       | Kraftwerk                            | Computer Love                              |
| 194       | Marvin Gaye                          | Sexual Healing                             |
| 195       | The Band                             | The Weight                                 |
| 196       | Céline Dion                          | It's All Coming Back to Me Now...          |
| 197       | The Beach Boys                       | Good Vibrations                            |
| 198       | Kanye West                           | Heartless                                  |
| 199       | Håkan Hellström                      | Gårdakvarnar och skit                      |
| 200       | My Bloody Valentine                  | Only Shallow                               |
| 201       | Bee Gees                             | Stayin' Alive                              |
| 202       | The Knife                            | Pass This On                               |
| 203       | Sade                                 | Smooth Operator                            |
| 204       | Iggy Pop                             | Passenger                                  |
| 205       | Joan Baez                            | Diamonds And Rust                          |
| 206       | Sly & The Family Stone               | If You Want Me to Stay                     |
| 207       | Guns N' Roses                        | Sweet Child O' Mine                        |
| 208       | The Weeknd                           | Blinding Lights                            |
| 209       | Black Sabbath                        | Sabbath Bloody Sabbath                     |
| 210       | Destiny's Child                      | Say My Name                                |
| 211       | Prince                               | Little Red Corvette                        |
| 212       | Bright Eyes                          | First Day of My Life                       |
| 213       | Shakira                              | Hips Don't Lie                             |
| 214       | Bonnie Tyler                         | Total Eclipse of the Heart                 |
| 215       | Billie Eilish                        | When the Party's Over                      |
| 216       | Neneh Cherry                         | Buffalo Stance                             |
| 217       | Billy Joel                           | Piano Man                                  |
| 218       | Dr. Dre Feat. Snoop Dogg             | Nuthin' But A "G" Thang                    |
| 219       | Pet Shop Boys                        | West End Girls                             |
| 220       | Neil Young                           | Harvest Moon                               |
| 221       | Seinabo Sey                          | Younger                                    |
| 222       | MGMT                                 | Time to Pretend                            |
| 223       | First Aid Kit                        | Emmylou                                    |
| 224       | George Jones                         | He Stopped Loving Her Today                |
| 225       | Hole                                 | Violet                                     |
| 226       | Drake, Wizkid, Kyla                  | One Dance                                  |
| 227       | Imogen Heap                          | Hide and Seek                              |
| 228       | Underworld                           | Born Slippy (Nuxx)                         |
| 229       | Leila K                              | Electric                                   |
| 230       | Tears For Fears                      | Everybody Wants to Rule the World          |
| 231       | Elton John                           | Your Song                                  |
| 232       | Amason                               | Kelly                                      |
| 233       | 2Pac                                 | Changes                                    |
| 234       | Monica Zetterlund                    | Trubbel                                    |
| 235       | Emmylou Harris                       | Red Dirt Girl                              |
| 236       | Robyn                                | Honey                                      |
| 237       | The Ark                              | It Takes a Fool to Remain Sane             |
| 238       | Toto                                 | Africa                                     |
| 239       | The Specials                         | Ghost Town                                 |
| 240       | Stevie Nicks                         | Edge of Seventeen                          |
| 241       | The Who                              | Baba O'Riley                               |
| 242       | Grandmaster Flash & The Furious Five | The Message                                |
| 243       | Kite                                 | Dance Again                                |
| 244       | William DeVaughn                     | Be Thankful for What You've Got            |
| 245       | Foo Fighters                         | Best Of You                                |
| 246       | Daft Punk, Julian Casablancas        | Instant Crush                              |
| 247       | Tove Lo                              | Stay High (Habits Remix)                   |
| 248       | Yung Lean                            | Agony                                      |
| 249       | 50 Cent                              | In Da Club                                 |
| 250       | Al Green                             | Let's Stay Together                        |
| 251       | Chaka Khan                           | Through the Fire                           |
| 252       | Beastie Boys                         | Sabotage                                   |
| 253       | Nick Drake                           | River Man                                  |
| 254       | Rihanna & Drake                      | Work                                       |
| 255       | Johnny Cash                          | Hurt                                       |
| 256       | Venom                                | In League with Satan                       |
| 257       | Kanye West                           | Ultralight Beam                            |
| 258       | 10cc                                 | I'm Not in Love                            |
| 259       | Alicia Keys, Jay-Z                   | Empire State of Mind                       |
| 260       | Rufus Wainwright                     | The Art Teacher                            |
| 261       | Bill Withers                         | Ain't No Sunshine                          |
| 262       | Helen Sjöholm                        | Du måste finnas                            |
| 263       | Goldie                               | Inner City Life                            |
| 264       | Toni Braxton                         | He Wasn't Man Enough                       |
| 265       | Big Star                             | Thirteen                                   |
| 266       | Donny Hathaway                       | Someday We'll All Be Free                  |
| 267       | The Stone Roses                      | I Wanna Be Adored                          |
| 268       | Wu Tang Clan                         | C.R.E.A.M.                                 |
| 269       | AC/DC                                | Back in Black                              |
| 270       | Coldplay                             | Viva la Vida                               |
| 271       | Sex Pistols                          | God Save the Queen                         |
| 272       | PJ Harvey                            | Down by the Water                          |
| 273       | The Strokes                          | Last Nite                                  |
| 274       | Aaliyah                              | Try Again                                  |
| 275       | The Velvet Underground               | All Tomorrow's Parties                     |
| 276       | Geto Boys                            | Mind Playing Tricks on Me                  |
| 277       | Ebba Grön                            | Flyktsoda                                  |
| 278       | N.W.A.                               | Straight Outta Compton                     |
| 279       | The Streets                          | Has It Come to This?                       |
| 280       | Silverbullit                         | Magnetic City                              |
| 281       | Deep Purple                          | Speed King                                 |
| 282       | Aphex Twin                           | Alberto Balsalm                            |
| 283       | Daft Punk                            | Around The World                           |
| 284       | Ariana Grande                        | Thank U, Next                              |
| 285       | Fela Kuti                            | Water No Get Enemy                         |
| 286       | Usher                                | Confessions Part II                        |
| 287       | Blondie                              | Heart of Glass                             |
| 288       | Luther Vandross                      | Never Too Much                             |
| 289       | M83                                  | Midnight City                              |
| 290       | Sophie                               | Bipp                                       |
| 291       | Markus Krunegård                     | Korallreven & Vintergatan                  |
| 292       | Nas                                  | N.Y State of Mind                          |
| 293       | Gladys Knight & The Pips             | Midnight Train to Georgia                  |
| 294       | Lorde                                | Green Light                                |
| 295       | Sister Nancy                         | Bam Bam                                    |
| 296       | Ted Gärdestad                        | Himlen är oskyldigt blå                    |
| 297       | Pulp                                 | Common People                              |
| 298       | The Radio Dept.                      | Pulling Our Weight                         |
| 299       | Florence + The Machine               | Shake It Out                               |
| 300       | Five Stairsteps                      | O-O-H Child                                |